# Machetornis rixosa
Machetornis rixosa là một loài chim trong họ Tyrannidae.